# Ottorino Giera
Ottorino Giera (Livorno, 28 agosto 1841 – Livorno, 5 gennaio 1912) è stato un politico italiano.

## Biografia
Di professione avvocato, fu membro del consiglio comunale di Livorno ed esercitò le funzioni di sindaco in seguito alle dimissioni di Andrea Giovannetti dal febbraio all'ottobre 1879. Nominato sindaco di Livorno per Regio decreto, rimase in carica fino a maggio 1881. Alle elezioni del maggio 1880 venne eletto deputato della XIV legislatura del Regno d'Italia per il collegio elettorale di Livorno.